# Episodi di Odd Mom Out (prima stagione)
La prima stagione della serie televisiva Odd Mom Out, formata da 10 episodi, è stata trasmessa in prima visione negli Stati Uniti su Bravo dall'8 giugno al 3 agosto 2015.
In Italia, la stagione va in onda sul canale pay della piattaforma Mediaset Premium Joi dal 30 dicembre 2016.
| nº | Titolo originale   | Titolo italiano        | Prima TV USA   | Prima TV Italia  |
| -- | ------------------ | ---------------------- | -------------- | ---------------- |
| 1  | Wheels Up          | L'attività fisica      | 8 giugno 2015  | 30 dicembre 2016 |
| 2  | Vons Have More Fun | La von-ificazione      | 8 giugno 2015  | 30 dicembre 2016 |
| 3  | Dying To Get In    | L'ammissione           | 15 giugno 2015 | 6 gennaio 2017   |
| 4  | Omakase            | Omakase                | 22 giugno 2015 | 6 gennaio 2017   |
| 5  | Brooklandia        | Brooklandia            | 29 giugno 2015 | 13 gennaio 2017  |
| 6  | Midwife Crisis     | Levatrice per caso     | 6 luglio 2015  | 13 gennaio 2017  |
| 7  | Sip 'N See         | La terza base          | 13 luglio 2015 | 20 gennaio 2017  |
| 8  | Staffing Up        | Jillwena               | 20 luglio 2015 | 20 gennaio 2017  |
| 9  | The Truth Fairy    | La fatina della verità | 27 luglio 2015 | 27 gennaio 2017  |
| 10 | Wheels Down        | A ruota libera         | 3 agosto 2015  | 27 gennaio 2017  |